# 다이아몬드 헤드 (밴드)
다이아몬드 헤드(Diamond Head)는 1976년에 결성된 잉글랜드의 헤비 메탈 밴드이다. 이 밴드는 뉴 웨이브 오브 브리티시 헤비 메탈의 일부였으며 메탈리카와 메가데스와 같은 스래시 메탈 밴드들에 의해 중요한 초기 영향력으로 인정받고 있다.

## 음반 목록

### 스튜디오 음반
- Lightning to the Nations (1980)
- Borrowed Time (1982) – [UK No. 24]
- Canterbury (1983) – [UK No. 32]
- Death and Progress (1993)
- All Will Be Revealed (2005)
- What's In Your Head? (2007)
- Diamond Head (2016) – [UK Rock No. 15][2]
- The Coffin Train (2019) – [UK Rock No. 5]
- Lightning To The Nations 2020 (2020) Re-recording with four bonus tracks.

### 라이브 음반
- The Friday Rock Show Sessions / Live at Reading (1992)
- Evil Live (1994)
- Live – In the Heat of the Night (2000)
- It's Electric (2006)
- Live at the BBC (2010)